# Safran Arrius

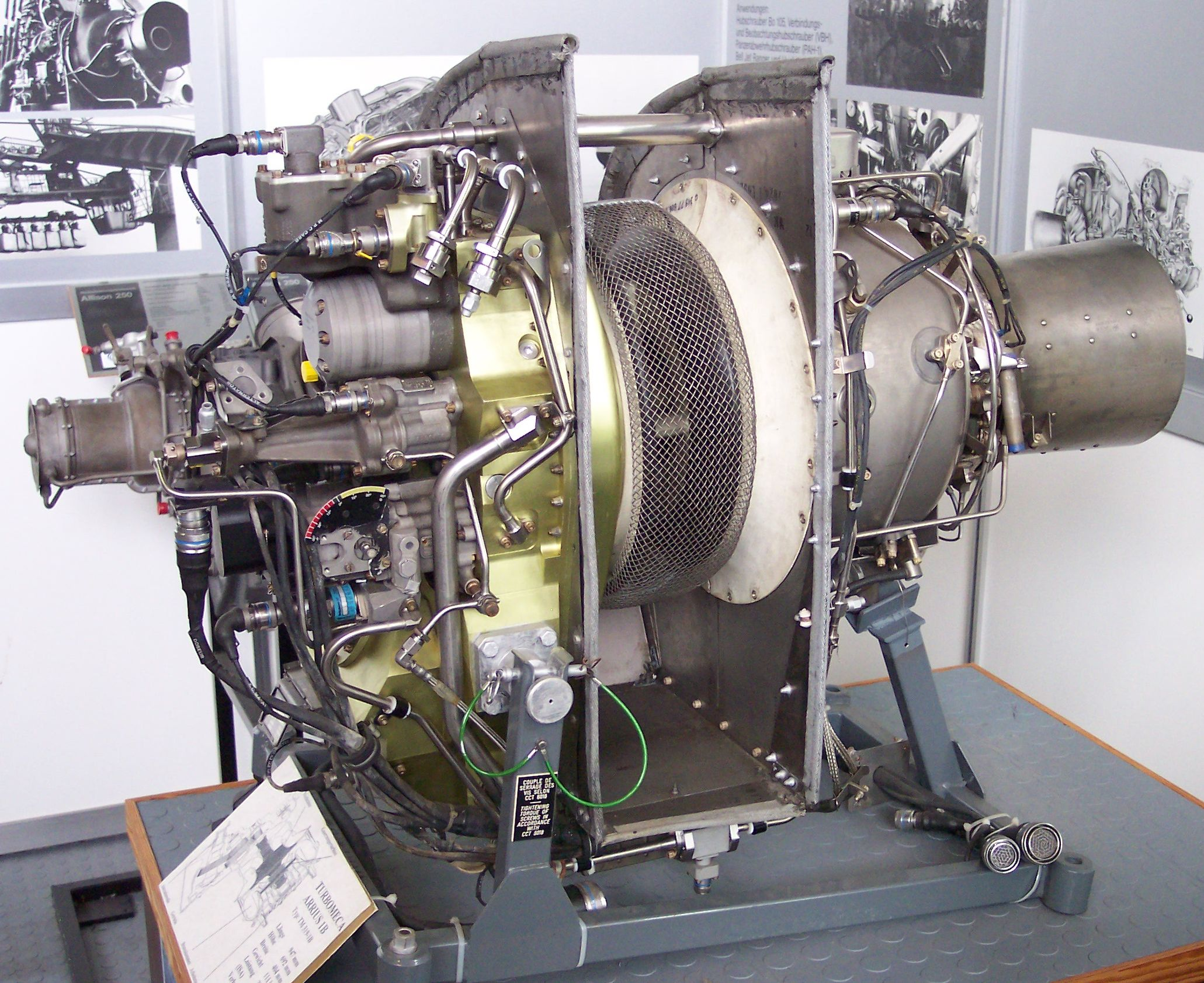
Turbomeca Arrius 1B

Die Safran Arrius (auch Turboméca Arrius) ist eine für den Antrieb von Hubschraubern entwickelte Wellenturbine des französischen Herstellers Safran Helicopter Engines (ehemals Turboméca). Nach einer Tradition bei Turboméca wurde das Triebwerk nach einem Berg in den Pyrenäen benannt (pic d'Arrius im Ossau-Tal nahe bei Pau).
Es wurde ab 1981 entwickelt und kam ab 1983 zum Einsatz; bisher wurden mehr als 3000 Stück (Stand 2015) verkauft. Die Leistung der verschiedenen Versionen liegt zwischen 357 kW und 530 kW.

## Varianten
- 1A: zwei Stück im Eurocopter AS 355 N Ecureuil
- 1M: zwei Stück im Eurocopter AS 555 N Fennec
- 2B, 2B1, 2B1A, 2B1A_1, 2B2: zwei Stück im Eurocopter EC 135 (2B2 ist seit 2002 im Einsatz)
- 2E: zwei Stück im Airbus Helicopters H140
- 2F: ein Stück Eurocopter EC 120
- 2K1: zwei Stück im Agusta A109 Power (2001 durch FAA zertifiziert)
- 2K2: zwei Stück im Agusta A109 LUH
- 1D, 2D: ein Stück in der Socata Omega (Socata Epsilon remotorisé)
- 2G1: zwei Stück im Kamow Ka-226T[2]
- 2R: ein Stück in der Bell 505

## Technische Daten
Die Triebwerke bestehen jeweils aus der eigentlichen Zweiwellenturbine und einem an den speziellen Einbauzweck angepassten Reduktionsgetriebe. Die Umkehr-Ringbrennkammer ist rückwärtig angeordnet, um die Einbaumaße des Triebwerks klein zu halten. Der einstufige Radialverdichter wird von einer einstufigen Hochdruckturbine angetrieben. Die dahinter folgende zweite Turbinenstufe dient als Arbeits- oder Nutzturbine, die ihre mechanische Antriebsleistung an das angebaute Untersetzungsgetriebe abgibt. Ihr Drehsinn ist gegenläufig zum „Gaserzeuger“ (Verdichterstufe und erste Turbinenstufe). Die Abtriebsdrehzahl am Getriebeausgang beträgt 6000 min−1. Das Zweiwellentriebwerk ist als Freilaufturbine ausgelegt. Die Wellen des „Gaserzeugers“ sowie die Nutzturbine mit dem Antriebsstrang sind mechanisch nicht miteinander verbunden, obwohl sie hintereinander (aber mit unterschiedlicher Drehrichtung) im gleichen Gasstrom arbeiten. Diese Anordnung ermöglicht das Anlassen und Hochfahren des Triebwerks (durch Beschleunigen der „freilaufenden“ Gaserzeugerwelle mittels Elektrostarter auf die Anlassdrehzahl) bei noch nicht mitdrehendem Antriebsstrang (Nutzturbine mit Reduktionsgetriebe), ohne dass dieser durch eine schaltbare Kupplung oder Fliehkraftkupplung von der Last (Hubschrauberrotor) getrennt werden muss.
| Variante | max. Leistung (OEI 30 sec) | max. Leistung (OEI 2,5 min) | Startleistung | Dauerleistung | Abmessungen L × B × H | Gewicht | Regelung               |
| -------- | -------------------------- | --------------------------- | ------------- | ------------- | --------------------- | ------- | ---------------------- |
| 1A/M     |                            |                             | 357 kW        |               | 790 × ? × ? mm        | 101 kg  | FADEC                  |
| 2B2      | 610 kW                     | 590 kW                      | 472 kW        |               | 1160 × 518 × 690 mm   | 114 kg  | FADEC                  |
| 2F       |                            |                             | 376 kW        |               | 1360 × 448 × 674 mm   | 103 kg  | hydraulisch-mechanisch |
| 2K1      | 560 kW                     |                             | 500 kW        | 426 kW        | 973 × 538 × 638 mm    | 115 kg  | FADEC                  |
| 2G1      | 591 kW                     |                             | 537 kW        | 457 kW        | ? mm                  | ? kg    | FADEC                  |

OEI (One-Engine-Inoperative) Leistung bis zu der das Triebwerk bei dem Ausfall des anderen bis zu drei Mal belastet werden darf. Dies zieht eine vollständige Inspektion des Triebwerks nach sich, also keine Dauerleistung.